# Thomisus penicillatus
Thomisus penicillatus är en spindelart som beskrevs av Simon 1909. Thomisus penicillatus ingår i släktet Thomisus och familjen krabbspindlar.
Artens utbredningsområde är Vietnam. Inga underarter finns listade i Catalogue of Life.